# Xiaoshi de xiongshou
Xiaoshi de xiongshou (消失的凶手S), noto anche con il titolo internazionale The Vanished Murderer (lett. "L'assassina scomparsa"), è un film del 2015 diretto da Law Chi-leung. L'opera è il seguito di The Bullet Vanishes (2012).

## Trama
Fu Yuan, assassina con cui Song Dong-lu era entrato in confidenza e che peraltro aveva aiutato l'investigatore a risolvere il caso narrato in The Bullet Vanishes, evade dalla prigione in cui è detenuta. Avendo le sorti della donna particolarmente a cuore, Dong-lu inizia ad indagare sul perché la donna sia voluta fuggire, e su dove si sia nascosta.

## Distribuzione
In Cina la pellicola è stata distribuita a partire dal 27 novembre 2015; in Italia è inedita.